# Propostira
Propostira is een geslacht van spinnen uit de  familie van de Theridiidae (kogelspinnen).

## Soorten
- Propostira quadrangulata Simon, 1894
- Propostira ranii Bhattacharya, 1935